# 1-я армия (Япония)
1-я армия (яп. 第1軍 Дай-ити гун) — воинское объединение японской императорской армии трёх разных формирований.
Впервые сформирована во время японо-китайской войны (1894—1895). С 1 сентября 1894 года по 19 декабря 1894 года в составе 3-й и 5-й пехотных дивизий находилась под командованием генерала Ямагата.
25 октября 1894 года началось наступление 1-й японской армии генерала Ямагата.
Затем (до расформирования 28 мая 1895 года) находилась под командованием генерала Нодзу.
Второе формирование состоялось перед началом русско-японской войны. Со 2 февраля 1904 года по 9 декабря 1905 года армия под руководством генерала Куроки, первая высадившаяся в Корее, принимала участие в большинстве сражений войны, в том числе в боях у Цзиньчжоу, Вафангоу, на Янзелинском перевале, Дашицяо, в сражении на реке Шахе, при Ляояне, Сандепу, в Мукденском сражение.
Третье формирование произошло 26 августа 1937 года в связи с очередной японо-китайской войной. Входила в состав гарнизонной армии в Китае. Кроме защиты японского сеттльмента в Тяньцзине, она служила в качестве подкрепления недавно образованного Северо-Китайского фронта. Участвовала в различных сражениях в северном Китае, в частности, в битве за Пекин-Тяньцзинь, Пекин-Ханькоуской операции и в битве за Тайюань.
Силы 2-го военного района НРА должны были перерезать коммуникации японской 1-й армии вдоль железных дорог Чжэнтай (Чжэндин — Тайюань) и Тунпу (идёт от Датуна на юг через Тайюань до уезда Пусянь), и очистить южную часть провинции Шаньси от японских войск.
Расформирована 30 сентября 1945 года в Тайюане (провинция Шаньси) уже после завершения Второй мировой войны.

## Боевой состав армии в 1894 году

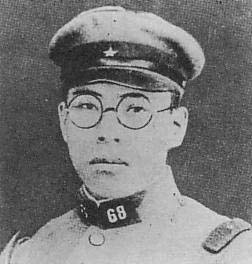
Солдат 68-го пехотного полка Тайсаку Китахара. Фото 1927 года

### 3-я дивизия(Нагоя)
- 5-я пехотная бригада
  - 6-й пехотный полк
  - 68-й пехотный полк
- 29-я пехотная бригада
  - 18-й пехотный полк
  - 34-й пехотный полк
- 3-й кавалерийский полк
- 3-й полк полевой артиллерии
- 3-й инженерный полк
- 3-й транспортный полк

### 5-я дивизия(Хиросима)
- 9-я пехотная бригада
  - 11-й пехотный полк
  - 41-й пехотный полк
- 21-я пехотная бригада
  - 21-й пехотный полк
  - 42-й пехотный полк
- 5-й кавалерийский полк
- 5-й полк полевой артиллерии
- 5-й инженерный полк
- 5-й транспортный полк